# Império de Congue
O Império de Congue (1710–1898), também conhecido como Império Uatara (em francês: Ouattara) em honra a seu fundador, foi um Estado islâmico da África pré-colonial fundado no nordeste da Costa do Marfim, compreendendo boa parte da atual Burquina Fasso. Foi estabelecida cerca de 1710, com a conquista de Congue por Secu Uatara. Rapidamente se expandiu, dominando povos e países vizinhos que foram entregues aos filhos de Secu para que os administrassem. Sua capital ascendeu à proeminência nos anos 1800 como centro comercial e de estudos islâmicos.
A prosperidade do império se calcou no controle de entrepostos comerciais fortificados e nas expedições de pilhagens conduzidas pelos uataras com seus soldados escravos, mas gradualmente o império perdeu a capacidade de conduzir tais expedições e entrou em declínio. Sua classe dominante era composta por comerciantes muçulmanos, que diferente de outros Estados locais, não tomou ao poder proclamando a jiade e permitiu aos soldados, os sonangis, manterem práticas animistas. Em 1898, Samori Turé atacou a capital e incendiou-a. Embora tenha sido reconstruída, o Império de Congue dissipou e os franceses capturaram a zona.

## História
A cidade de Congue era originalmente habitada por povos falafalas, descrito na tradição oral como joalheiros, ferreiros e escultores em madeira, mas com o tempo começou a receber imigrantes de várias origens. Suas cercanias começam a adquirir proeminente desde o século XV, quando mercadores mandingas imigram às regiões que hoje compõem o eixo Congue-Bobo Diulasso-Jené. Os mandingas também fundaram a cidade comercial de Bego nas margens da floresta perto do rio Volta, mas ao ser destruída tempos depois eles imigraram às cercanias de Congue. No século XVII, foi alvo de incursões do leste de exércitos de gonjas e dagombas.  Muitos chefes, além de comerciantes, reuniam exércitos escravos que treinavam para fazer raides às populações agrícolas das cercanias e fornecer ajuda em troca de pagamento às comunidades que estavam a passar por conturbação ou outros líderes. Em Congue especificamente, os líderes também atuavam em atividades artesanais como escultura e tecelagem.
No tempo de Secu Uatara, importante fagama (chefete local) de Tenegala, Congue era governada por Lasiri Gambele dos bagis, seu tio. Em decorrência da inimizade de seu pai e seu tio (que disputaram no passado a mão da mãe de Secu), Lasiri e Secu eram inimigos. Secu alia-se ao campo militar de Patoni, a 70 quilômetros a sudeste de Congue, criado por um clérigo islâmico expulso da cidade por Lasiri e as várias personalidades seculares e clericais da região numa coalizão contra ele. Após reunir parceiros suficientes, declarou-se fagama e marchou contra Congue, derrotando e capturando em fuga seu tio. Ele foi executado junto de seus parentes imediatos e ao entrar em Congue ca. 1710, Secu destruiu o culto do tio.
Estabelecido o reino, Secu ordenou que seus exércitos de escravos, comandados por seus parentes mais próximos, marchassem a leste, norte e oeste, pilhando e estabelecendo colônias protegidas de comerciantes diúlas junto das estradas para facilitar expedições comerciais, assegurando a estabilidade econômica do país. Tomaram a região ao redor do Volta Negra ao norte e ao sul em direção as terras dos bulés. No sul, enfrentaram o crescente Império Axânti sobre o controle de Giamã  numa série de batalhas significativas que terminaram no controle axânti da região, mas o reconhecimento da autoridade de Congue. Para estabelecer um controle estável, Secu nomeou cada um dos seus doze filhos como chefes de assentamentos cruciais em toda a região. Ele faleceria em ca. 1745 e foi sucedido por seu filho Querê Mori Uatara.

## Administração e religião
Desde cerca de 1740 até a destruição de Congue em 1898, o Estado era politicamente descentralizado. As alianças que mantinham o império unidas sob Secu se dissiparam e o Estado foi mantido em grande parte por meio de assentamentos e postos avançados governados por diferentes membros da classe mercantil de Congue. Esses mercadores eram significativos para o comércio, mas também porque cada família mercantil estabeleceu vários postos comerciais junto das principais rotas protegidas por guerreiros escravos. Estes postos protegiam as rotas comerciais e permitiam que os ataques e a guerra organizada ocorressem, em grande parte, dirigidos por comerciantes. Com as rotas seguras, o império se tornou centro de exportação de noz-de-cola e ouro para obtenção de escravos. Congue tornou-se notável pelo grande número de clérigos e estudiosos islâmicos na cidade. No entanto, a importância do Islã não afetou a aristocracia governante em sua gestão do Estado, pois sua legitimidade não derivada da fé, uma vez que não criaram o Estado mediante a jiade. Ademais, sua classe guerreira, os sonangis, eram distantes dos comerciantes islâmicos e tinham práticas animistas.

## Fagamas
Em Congue, sucederam-se:
- Secu Uatara (r. 1710–1745)
- Filhos de Secu:
  - Samandugu Uatara
  - Combi Uatara
  - Morimacaré Uatara
  - Samafingue Uatara
- Assoroba Uatara
- Calacala Daua Uatara
- Miamori Farama Uatara
- Somafingue Bagui Uatara
- Mia Diori Uatara
- Mia Sotigui Uatara
- Mia Sotigui Uatara
- Mori Seré Uatara
- Lena Uatara
- Quesefima Uatara
- Badugutigui Uatara
- Saniquieba Uatara
- Caramoco Ussé Uatara
- Caramoco Dari Uatara
- Suculumori Uatara
- Comi Uatara
- Ia Moriba Uatara
- Batieba Uatara
- Bataculé Uatara
- Bassidi Uatara
- Bacari Uatara (começo do século XIX)[19]
- Caracara Uatara (anos 1850)[20]
- Dabila Uatara (anos 1880)[19]